# Тоттман, Альберт
Карл Альберт Тоттман (нем. Carl Albert Tottmann; 31 июля 1837, Циттау — 26 февраля 1917, Лейпциг) — немецкий музыковед и музыкальный педагог.
Окончил Лейпцигскую консерваторию как скрипач. Играл на скрипке в Оркестре Гевандхауса, затем в 1868—1870 гг. дирижёр лейпцигского Старого театра. После этого занимался, в основном, педагогической и исследовательской работой.
Опубликовал учебное пособие «Руководитель к игре на скрипке» (нем. Führer Durch den Violin-unterricht; 1886, 3-е издание 1902, 4-е, значительно дополненное В. Альтманом, 1935), «Краткий очерк истории музыки с древнейших времён до наших дней» (нем. Kurzgefaßter Abriß der Musikgeschichte von der ältesten Zeit bis auf die Gegenwart; 1883, в двух томах), «Критический обзор репертуара для скрипки и альта» (нем. Kritisches Repertorium der Violinen und Bratschenliteratur; 1874, два переиздания), книгу «Школьное пение и его значение для умственного и душевного развития юношества» (нем. Der Schulgesang und seine Bedeutung für die Verstandes- und Herzensbildung der Jugend; 1904), книгу о «Волшебной флейте» Моцарта (1908) и др. Учеником Тоттмана был Герман Цумпе.
Автор мелодрамы «Спящая красавица» (нем. Dornröschen) для голоса и оркестра, фортепианных, хоровых и вокальных пьес.